# Adolphe Huard
Pour les articles homonymes, voir Huard.
Simon Marie Adolphe Huard, né à Paris le 18 mars 1819 et mort à Paris 15e le 1er juin 1887, est un journaliste, historien et auteur dramatique français.

## Biographie
Né dans une famille d'ouvriers sans fortune, il devient ouvrier typographe puis, par sa rencontre avec Louis-Adolphe Turpin de Sansay, se lance dans la littérature. Ensemble, ils produisent des comédies et des opérettes.
Administrateur-gérant de L’Éventail : journal de la coulisse théâtrale (1848-1857), Huard fonde en 1864 La Gazette scientifique puis Le Moniteur du presbytère (1866), Le Juge d'arme et La Gazette des médaillés de l'Empire (1877). Président de l'assemblée générale de la Société nationale d'encouragement au bien (1873), il y crée le Prix de civisme. Rédacteur en chef du Sauveteur, vice-président d'honneur des sauveteurs de la Gironde, ami de Pierre Bonaparte, il est connu pour plusieurs ouvrages sur la famille impériale.

## Œuvres
Histoire
- De l'injustice dans la Révolution et de l'ordre dans l'Église, principes généraux de philosophie pratique, réfutation de P.-J. Proudhon, Lebigre-Duquesne frères, 1858
- La Famille impériale, histoire de la famille Bonaparte depuis son origine jusqu'en 1860, Lebigre-Duquesne frères, 1859
- Les Soirées impériales renfermant les fastes héroïques de la famille Bonaparte, précédés d'un aperçu des événements politiques de 1860, C. Albessard et Bérard, 1861
- Histoire illustrée du Consulat et de l'Empire, 2 vol, C. Albessard et Bérard, 1862
- Les Fastes héroïques de la France, avec Louis-Adolphe Turpin de Sansay, C. Albessard et Bérard, 1862
- Le Général Travot, de Poligny, G. Mareschal, 1863
- Victoires et Conquêtes de la France de 1792 à 1862, C. Albessard et Bérard, 1863
- Le Réveil de la Pologne, précédé des Guerres de Chine et du Mexique, F. Renon, 1864
- Le Martyr de Sainte-Hélène, histoire de la captivité de Napoléon Ier, Librairie des communes, E. Rome éditeur, 1865
- Mémoires sur Marie-Antoinette d'après des documents authentiques et inédits, V. Sarlit, 1865
- Mémoires sur Charlotte Corday d'après des documents authentiques et inédits, Roudiez, 1866
- Les Martyrs du clergé français pendant la Révolution de 1793, Martin-Beaupré frères, 1867
- Les Grands bienfaiteurs de l'humanité, Berche et Tralin, 1875
- Frère Philippe supérieur-général des frères des écoles chrétiennes, P. Worms, 1881

Théâtre
- Le Jardinier du château, vaudeville en un acte, avec Nérée Desarbres, 1854
- Fais la cour à ma femme, comédie-vaudeville, avec Turpin de Sansay, 1856
- Une paille dans l’œil, opérette, avec Turpin de Sansay, 1857
- La Barbe de Betasson, opérette, avec Turpin de Sansay, 1864
- Les Amoureux de Fanchon, opérette en un acte, avec Georges Douay, 1864
- Les Faux Dieux, pièce en 5 actes, avec Félix Dutertre de Véteuil, 1866